# Leptotarsus anoplostylus
Leptotarsus anoplostylus là một loài ruồi trong họ Ruồi hạc (Tipulidae). Chúng phân bố ở vùng nhiệt đới châu Phi.